# Schefflera pueckleri
Schefflera pueckleri là một loài thực vật có hoa trong Họ Cuồng cuồng. Loài này được (K.Koch) Frodin miêu tả khoa học đầu tiên năm 1989.